# Пешеходный переход

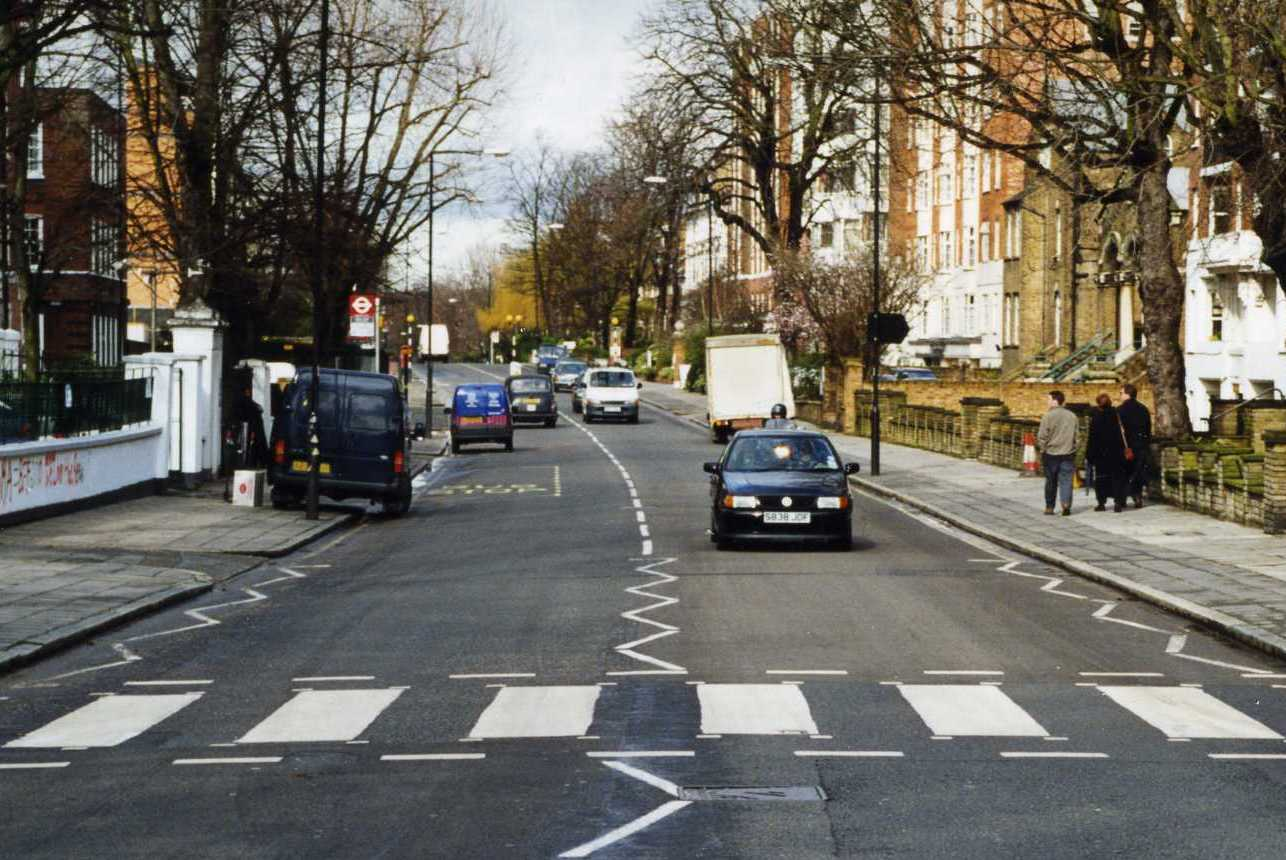
Пешеходный переход на Эбби-роуд в Лондоне, изображённый на обложке альбома Abbey Road группы The Beatles

Пешехо́дный перехо́д — специальная область на проезжей части дороги, выделенная для перехода пешеходов на другую сторону улицы или дороги, либо искусственное сооружение над или под проезжей частью для тех же целей. Согласно правилам дорожного движения, пешеходный переход обычно обозначен специальными дорожными знаками или разметкой.
Пешеходные переходы устанавливаются непосредственно перед перекрёстками, вблизи остановок общественного транспорта, а также в других местах, где интенсивность пешеходного потока требует наличия регулировки и соблюдения правил дорожного движения. Любые изменения и порядок на дороге регламентирует автоинспекция в соответствии с законодательством.

## Классификация

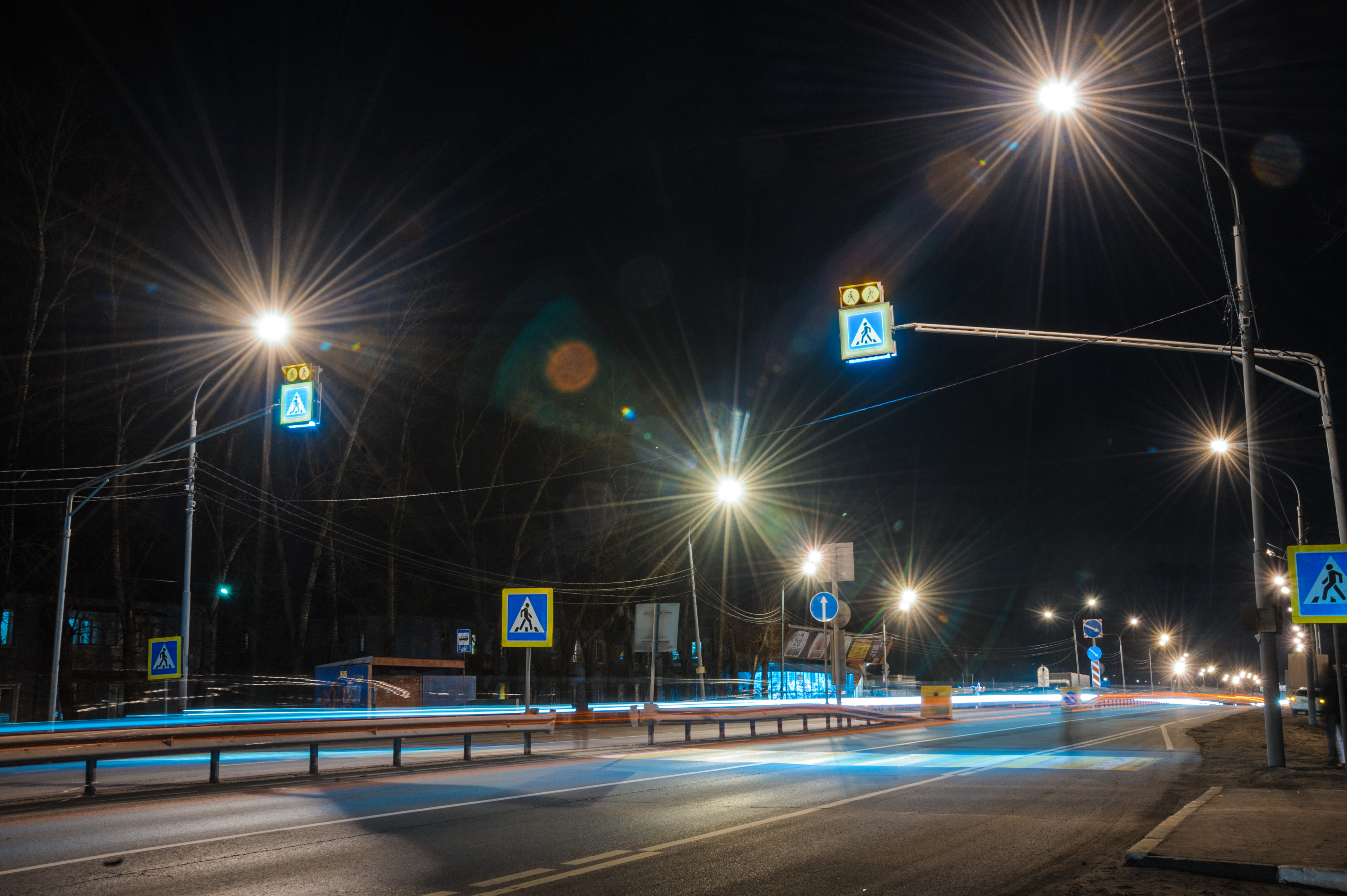
Пешеходный переход на трассе Москва — Нижний Новгород, со встроенной системой освещения зоны перехода

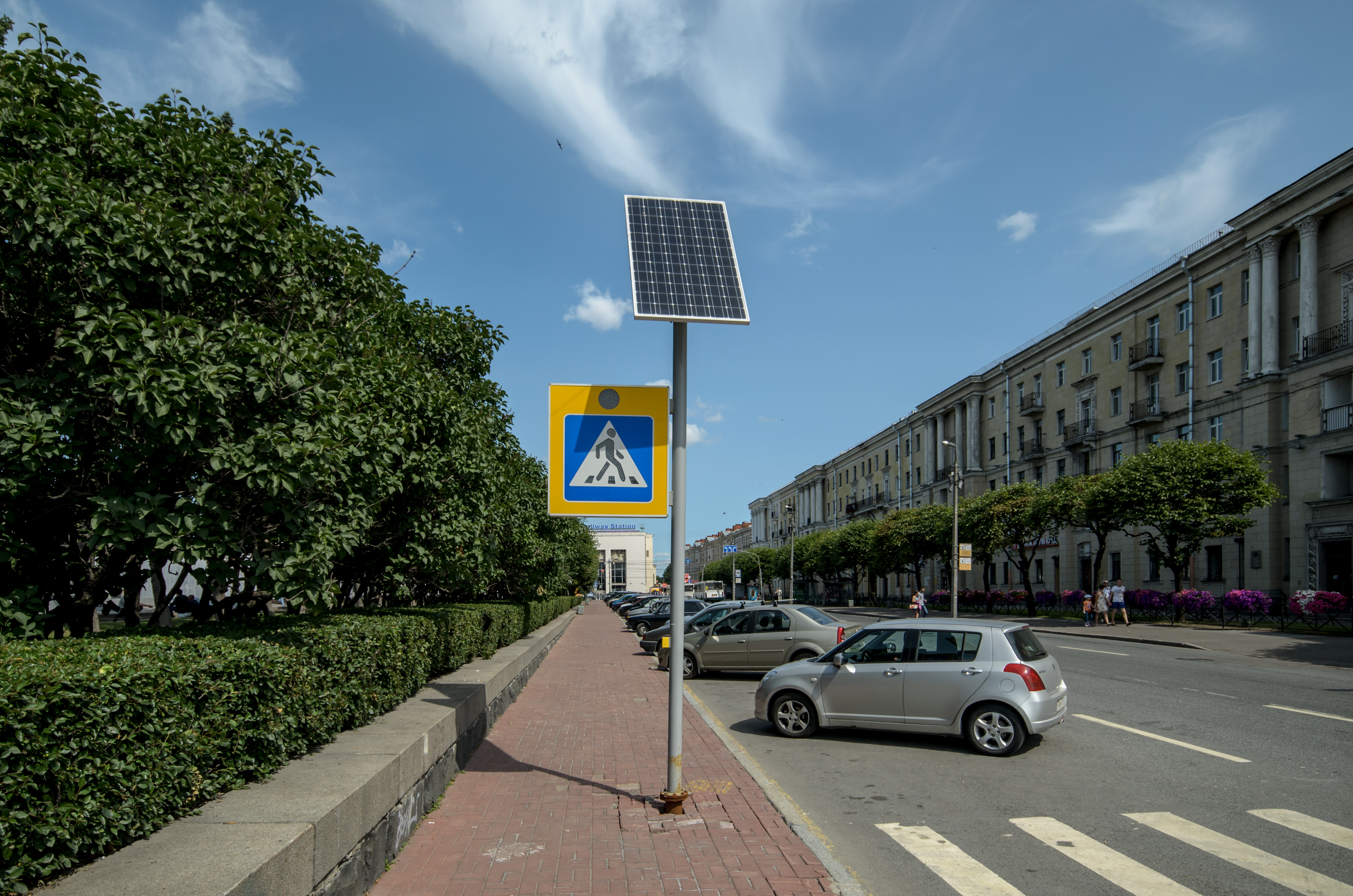
Знак пешеходного перехода с подсветкой в тёмное время суток, работающий от солнечной батареи. Санкт-Петербург

### Наземные
Наземный пешеходный переход — область, используемая пешеходами для перехода на другую сторону проезжей части или железнодорожного полотна. Обозначается разметкой «зебра», а также другими способами в зависимости от типа и положения.

#### Диагональный пешеходный переход

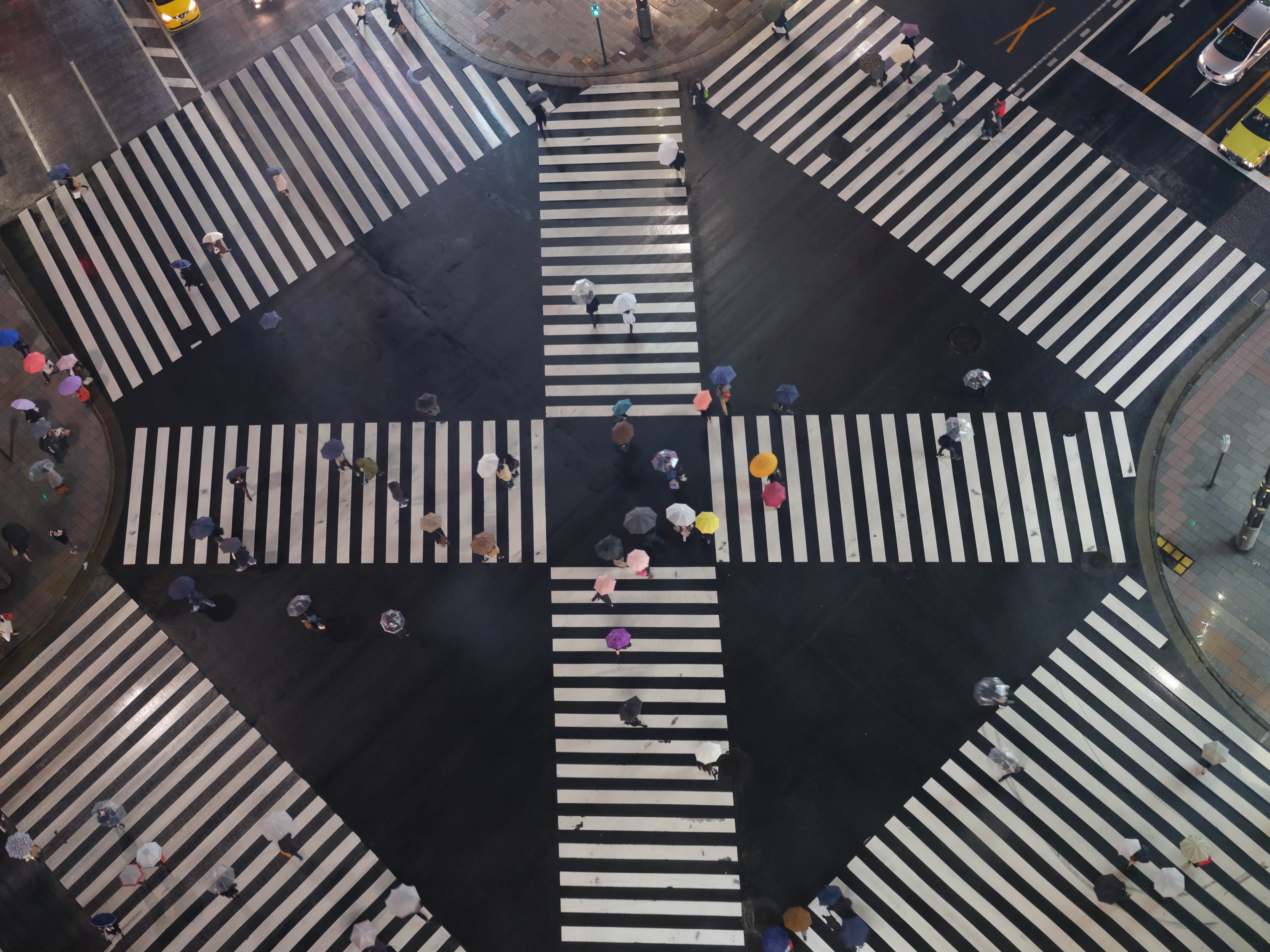
Вид с воздуха на диагональный пешеходный переход в Токио

Диагональный пешеходный переход — один из типов наземного пешеходного перехода. Главной отличительной особенностью данного типа наземного пешеходного перехода от других, являться, временная остановка всего автомобильного трафика на перекрёстке и дача возможности всем пешеходам одновременно переходить перекрёсток во всех направлениях и в том числе по диагонали.

#### Нерегулируемые

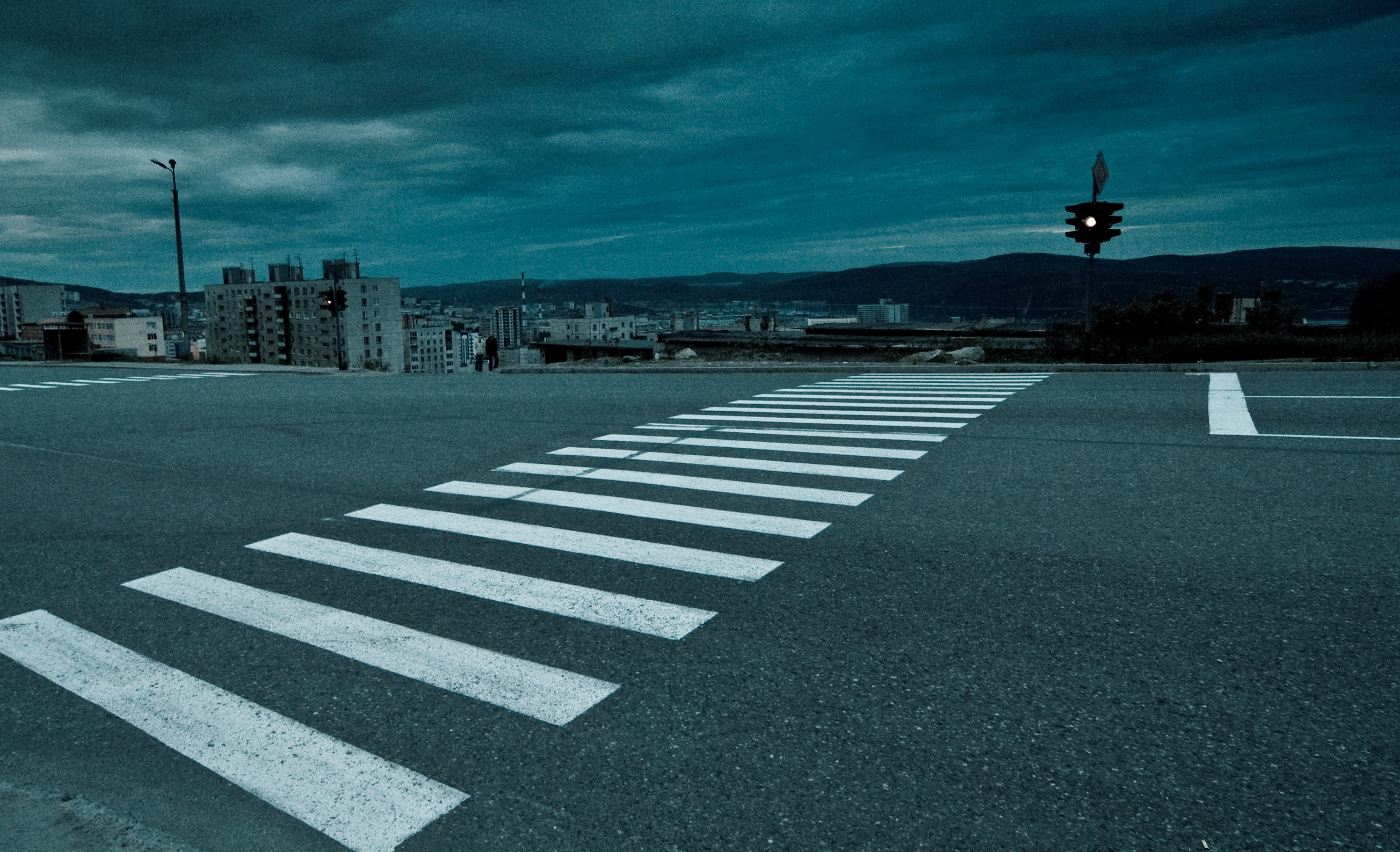
Наземный регулируемый пешеходный переход в Мурманске

Нерегулируемые пешеходные переходы — самые простые и дешёвые. На таких переходах водители автомобилей и других транспортных средств обязаны уступить дорогу пешеходам. Нерегулируемые переходы делаются на небольших улицах, где поток автомобилей сравнительно невелик. В России такие переходы обозначаются знаками 5.19 «Пешеходный переход». К нерегулируемым переходам также относятся пешеходные переходы, оборудованные светофором, но при этом светофор выключен либо работает в режиме мигающего жёлтого сигнала.
Начиная с 2010-х годов на нерегулируемых пешеходных переходах, особенно в крупных городах с интенсивным автомобильным движением, начали применять дополнительные средства обозначения перехода:
- жёлто-зелёный световозвращающий кант вокруг знака «Пешеходный переход»
- дублирующий знак над проезжей частью
- световая анимация знака
- освещение зоны пешеходного перехода
- мигающие жёлтые огни
- «лежачий полицейский» перед переходом
- шумовые полосы (4—5 небольших «лежачих полицейских» на разном расстоянии, чем ближе к переходу, тем чаще расположены) перед переходом
- дополнительные оранжевые полосы на «зебре» (между белых полос)

#### Регулируемые
Регулируемые пешеходные переходы — переходы, оборудованные исправным, работающем в штатном режиме светофором.
Чаще всего регулируемые пешеходные переходы обустраивают по линиям перекрёстка дорог, совмещая пешеходный и автомобильный светофоры. Существуют регулируемые переходы вне перекрёстков, в этом случае светофор часто оборудуется кнопкой включения зелёного сигнала по требованию.

### Внеуличные
Пешеходный переход может находиться не только в одном уровне с дорогой, но и в разных. В этом случае различают подземные и надземные пешеходные переходы. Их строительство — дело дорогое, к тому же они создают серьёзные неудобства для маломобильных граждан. А потому подземные и надземные пешеходные переходы строят на улицах с большим потоком транспорта, где организация наземных переходов привела бы к недопустимому снижению пропускной способности трассы. В результате в некоторых городах происходит борьба с наземными пешеходными переходами, связанная с их неудобством для автомобилистов.

#### Подземные
Обустраиваются под проезжей частью автодорог или железнодорожным полотном.

#### Надземные

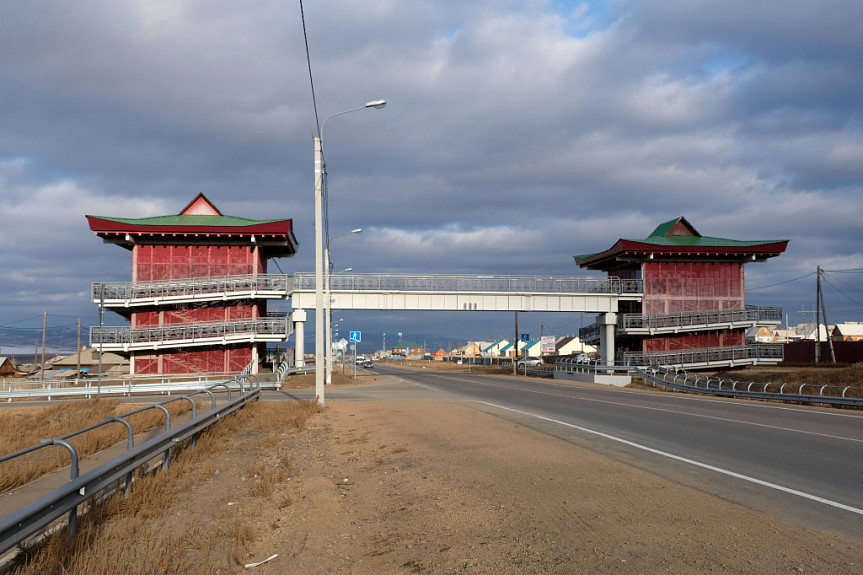
Пешеходный переход (виадук). Улан-Удэ, Бурятия

Надземный переход (в виде виадука, моста) обустраивают над проезжей частью автодорог или железнодорожным полотном.

## Правила
Если на пешеходном переходе отсутствует либо не работает светофор, то, согласно п. 14.1. правил дорожного движения России (ПДД РФ), водитель обязан уступить дорогу пешеходам, пересекающим проезжую часть.
При наличии пешеходного светофора или автомобильного светофора, находящегося напротив пешехода, через пешеходный переход проезжую часть пересекают только на зелёный свет.
Согласно п. 13.1. ПДД РФ, водитель должен уступить дорогу пешеходам, переходящим через проезжую часть, на которую он поворачивает.

## Дорожные знаки

Австралия
Новая Зеландия
Россия, Украина, Казахстан, Белоруссия
Япония

## Безопасность

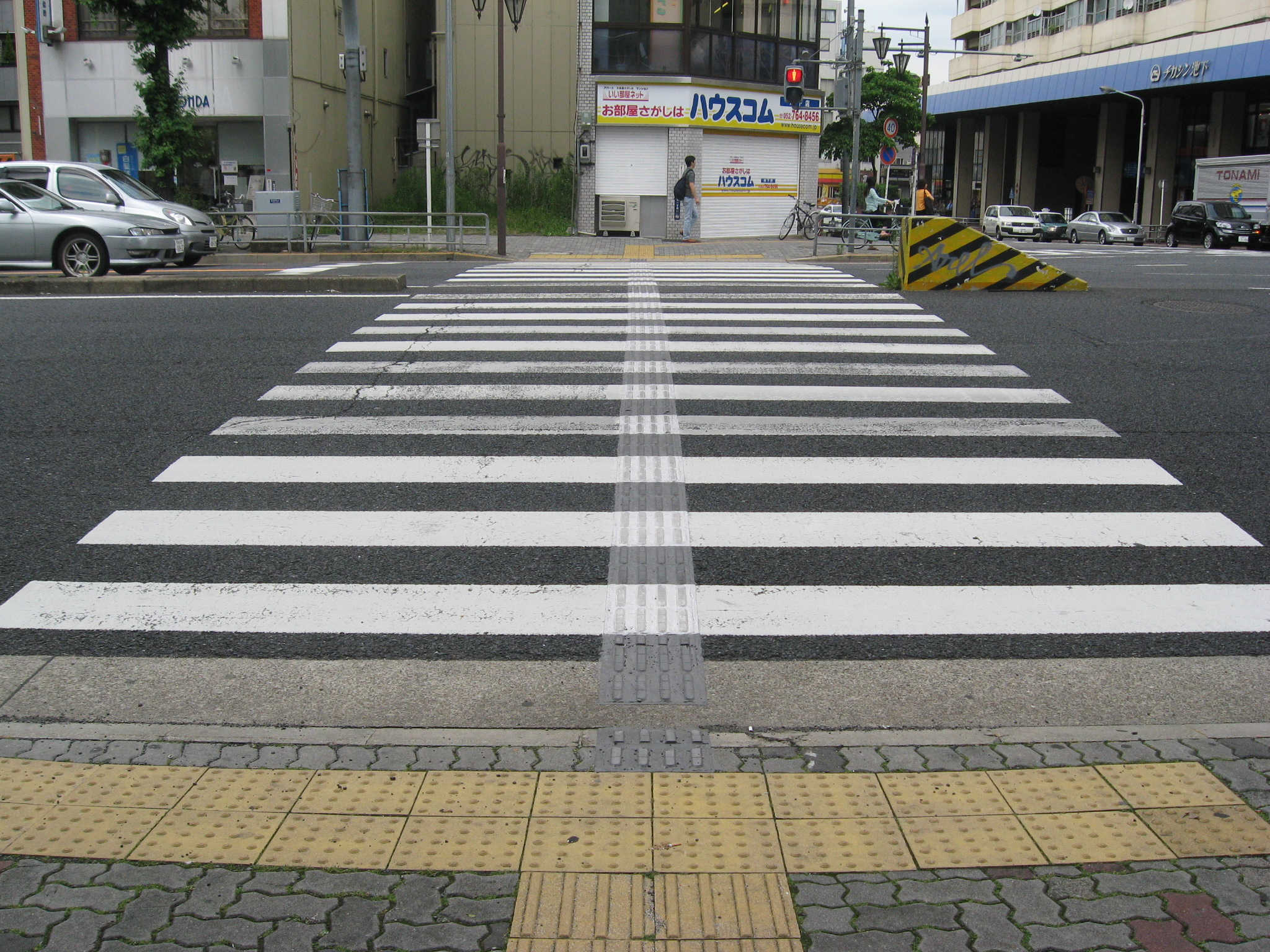
Тактильное покрытие уложенное на пешеходном переходе в Японии.

Для безопасности и помощи ориентации в пространстве пешеходам с нарушением зрения на пешеходных переходах укладывают тактильное покрытие.
Безопасность нерегулируемых пешеходных переходов ставится под сомнение.
5-летнее исследование в США на примере 1000 нерегулируемых пешеходных переходов и 1000 мест для перехода без разметки не показало разницы в случаях наезда на пешеходов. Организация нерегулируемого пешеходного перехода на многополосной дороге (более двух полос) без использования средств для снижения скорости может повысить количество наездов на пешеходов, тогда как на двухполосных дорогах наличие нерегулируемого пешеходного перехода не показало влияние на количество наездов.
Помимо пешеходных переходов всем известным, для повышения безопасности набирают популярность и применение так называемые - "приподнятые пешеходные переходы Архивная копия от 25 февраля 2022 на Wayback Machine". Они устанавливаются на регулируемых пешеходных переходах, в близи спорт объектов, школ.